# Bröstkorg

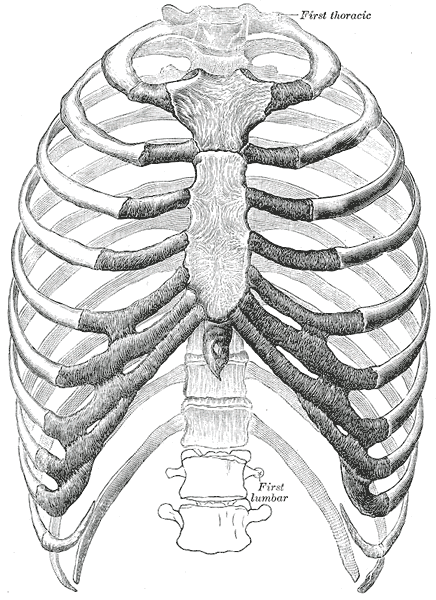
Människans bröstkorg.
Illustration: Gray's Anatomy, 1918.

Bröstkorgen (latin: thorax) är den del av människans skelett som omger hjärtat och lungorna. Den utgörs av bröstkorgsdelen av ryggraden (vertebrae thoracicae, bröstryggskotorna), tolv par revben (costae), revbensbrosk (cartilago costalis) och bröstbenet (sternum). 

## Bröstkorgens form och ben
Genom revbensbrosken kan bröstkorgen lyftas och sänkas vid andning. Bröstkorgen avgränsas upptill av nyckelbenen, den översta delen av bröstbenet, incisura jugularis, som utgör halsgropen, samt den översta bröstryggskotan. Bröstbenet utgör den främre delen av bröstkorgen och fungerar som fästpunkt för revbenen. Den övre öppningen i bröstkorgen, som leder upp mot halsen, kallas apertura thoracis superior.
Bröstkorgens nedre öppning, apertura thoracis inferior, är betydligt vidare än den övre och täcks helt av diafragman, en viktig muskel som skiljer bröstkorgen från bukhålan och spelar en avgörande roll för andningen.

## Muskulatur
Bröstkorgens inre kallas brösthålan (cavitas thoracis). Brösthålan skiljs från bukhålan (cavum abdominis) genom diafragman (diaphragma, mellangärdet), som är den huvudsakliga muskeln för inandning. Diafragman har ett centralt senparti – centrum tendineum – som genomborras av flera viktiga strukturer. Hiatus esophageus är öppningen för matstrupen och nervus vagus, medan foramen venae cavae tillåter passage för vena cava inferior. Ventralt om centrum tendineum finns hiatus aorticus, som är en öppning för aorta och ductus thoracicus.    
Bröstkorgen omges av tre lager interkostalmuskulatur: 
- Mm. intercostales interni: Dessa muskler sänker revbenen och bidrar till aktiv utandning genom att minska volymen i bröstkorgen.
- Mm. intercostales externi: Dessa muskler höjer revbenen och bidrar till inandning genom att öka volymen i bröstkorgen.
- Mm. intercostales intimi: Detta är ett inre skikt av muskler som är en avspaltning av Mm. intercostales interni och hjälper till att stabilisera bröstkorgen.

## Bröstkorgens kärlförsörjning

### Artärer
- aa. intercostales posteriores
- a. thoracicae internae
- aa. intercostales anteriores
- aa. thoracicae laterales

### Lymfkärl
- Vasa lymphatica

### Vener
- v. ạzygos
- v. hemiazygos
- v. hemiazygos accessoria
- v. brachiocephalica sinistra
- vv. intercostales posteriores

## Bröstkorgens innervering
- Nn. spinales
  - Ramus dorsalis nervi spinalis
  - Ramus ventralis nervi spinalis
- Nn. intercostales
- N. phrenicus